# Batrachochytrium salamandrivorans
Batrachochytrium salamandrivorans Martel, Blooi, Bossuyt and Pasmans, 2013 (Bsal) è un fungo patogeno della famiglia dei chitridi che infetta salamandre e tritoni. Esso è recentemente emerso come una potenziale minaccia alle salamandre in Europa e Nord America.

## Descrizione
È stato descritto nel 2013 sulla base di un ceppo isolato dal tessuto cutaneo della salamandra pezzata. Questo patogeno, fino ad allora non ancora identificato, ha sterminato le popolazioni di salamandra nei Paesi Bassi. Studi di filogenetica molecolare hanno confermato che si tratta di una specie affine al ben noto fungo chitridio Batrachochytrium dendrobatidis (Bd). Come il Bd causa una chitridiomicosi che si manifesta con lesioni cutanee e risulta letale per le salamandre.
Un altro studio ha stimato che questa specie si è diversificata da Batrachochytrium dendrobatidis nel Tardo Cretaceo o all'inizio del Paleogene. Mentre rane e cecilie ne sono immuni, Batrachochytrium salamandrivorans è risultato fatale per molte salamandre europee e nord americane. Le salamandre dell'Asia orientale sono suscettibili ma sono in grado di controllare l'infezione. Il fungo Bsal è stato isolato in un reperto museale vecchio di oltre 150 anni del tritone giapponese Cynops ensicauda. Questo fatto suggerisce che il fungo si sia coevoluto in Asia Orientale con le salamandre locali, che agiscono da serbatoio, e che sia stato introdotto in Europa solo recentemente attraverso il commercio a scopo acquariologico di tritoni asiatici.
La descrizione di questo fungo e della sua patogenità sta preoccupando sia la comunità scientifica sia il resto della popolazione che temono che esso possa diventare una minaccia alle salamandre dell'emisfero occidentale. Nel gennaio del 2016, il governo degli Stati Uniti ha emanato una direttiva che proibisce l'importazione di salamandre al fine di ridurre la minaccia portata da Batrachochytrium salamandrivorans. In Europa, alla 35sima riunione del comitato permanente che si è tenuta a Strasburgo nel dicembre 2015, la Convenzione di Berna ha approvato la Raccomandazione n.176(2015) sulla prevenzione e il controllo del fungo chitridio Batrachochytrium salamandrivorans. La Raccomandazione fornisce alcune importanti indicazioni per i paesi membri della convenzione sulle misure da adottare per prevenire l'ulteriore diffusione di questo fungo dai risvolti pericolosissimi per la conservazione della biodiversità.

## Etimologia
Batrachochytrium deriva dalle parole greche batrachos, "rana", and chytra, "pentola" (che descrive la struttura contenente le spore); salamandrivorans deriva dal greco salamandra, "salamandra" e dal latino vorans, "divoratore", che si riferisce alle estese lesioni della pelle che portano alla rapida morte le salamandre infette.